# 1721
1721 (MDCCXXI) a fost un an obișnuit al calendarului gregorian, care a început într-o zi de marți.

## Nașteri
- 29 decembrie: Marchiza de Pompadour (aka Madame Pompadour, n. Jeanne-Antoinette Poisson), favorita regelui Franței Ludovic XV (d. 1764)

## Decese
- 19 martie: Papa Clement al XI-lea  (n. 1649)
- 18 iulie: Antoine Watteau pictor francez (n. 1684)
- 13 decembrie: Alexander Selkirk  (n. 1676)
- 29 martie: Charles Vane  (n. 1680)
- 15 martie: Louise de Mecklenburg-Güstrow  (n. 1667)
- 17 septembrie: Marguerite Louise d'Orléans  (n. 1645)
- 18 iunie: Philippe de Hesse-Philippsthal  (n. 1655)
- 27 noiembrie: Cartouche tâlhar francez (n. 1693)
- dată necunoscută: Bernhard Friedrich Albinus  (n. 1653)
- 30 septembrie: Françoise Pitel actriță franceză (n. 1662)
- 22 decembrie: Toma Cantacuzino  (n. ?)
- 17 aprilie: Tobias Balthasar Hold  (n. 1660)